# Tabula rasa (Pärt)
 (avril 2023).
Si vous disposez d'ouvrages ou d'articles de référence ou si vous connaissez des sites web de qualité traitant du thème abordé ici, merci de compléter l'article en donnant les références utiles à sa vérifiabilité et en les liant à la section « Notes et références ».
Pour les articles homonymes, voir Tabula rasa.
Tabula rasa est une œuvre du compositeur estonien Arvo Pärt écrite en 1977 pour un orchestre à cordes, deux violons et un piano préparé. Elle constitue une pièce fondatrice dans la transition de Pärt de la musique sérielle vers le mouvement de musique minimaliste et le style tintinnabuli auquel il est dès lors associé.

## Historique
La création de Tabula rasa a lieu en 1977 à Tallinn en Estonie avec Gidon Kremer au premier violon et Tatjana Grindenko au second et Eri Klas au piano préparé. La pièce est dédiée au violoniste letton Gidon Kremer.
L'œuvre reste peu connue en Occident jusqu'à ce que le producteur Manfred Eicher du label ECM ne la découvre par hasard à la fin des années 1970. Eicher entend sur Radio Yerevan une œuvre qu'il trouve extraordinaire, et il met un an à trouver qu'il s'agit d'une retransmission d'un concert de Tabula rasa. Il rencontre alors Pärt à Vienne, et ils décident de collaborer pour produire un album chez ECM. L'album sort en 1984. Intitulé Tabula rasa, outre l'œuvre éponyme, il inclut également deux interprétations de Fratres, enregistrées avec Keith Jarrett au piano et Gidon Kremer au violon. Le disque fait l'effet d'un véritable « coup de tonnerre », et permet une large diffusion de la musique d'Arvo Pärt à l'Ouest. Tabula rasa est alors fréquemment utilisé au cinéma comme musique de film.

## Structure
L'œuvre s'inspire de la forme du concerto grosso baroque opposant un petit groupe d'instrument au reste de l'ensemble. Elle est composée de deux parties :
1. Ludus, con moto  ~10'
2. Silentium, senza moto  ~16'

Le premier mouvement (au sein littéral con moto) s'articule autour d'une phrase musicale jouée par les deux violons et le piano préparé (jouant dans le registre des cloches) qui va en augmentant dans la durée et la complexité après la juxtaposition d'un moment rythmiquement actif et d'un moment calme. Il se termine par un final intense, presque violent aux forts arpèges.
La seconde partie, Silentium, se veut apaisée, utilisant différents canons, où s'emmêlent les voix des deux violons et des violoncelles de l'orchestre, avec des cascades ponctuelles du piano préparé, qui rythme les effets de crescendo et decrescendo.

## Discographie sélective
- Arvo Pärt, Tabula Rasa, par Gidon Kremer et Keith Jarrett, chez ECM Records, no 1275, 1984.
- Arvo Pärt, Summa par le Tapiola Sinfonietta dirigé par Jean-Jacques Kantorow, chez BIS Records, no 834, 1997.